# Anolis gingivinus
Anolis gingivinus (ангільяський аноліс) — вид ігуаноподібних ящірок родини анолісових (Dactyloidae). Мешкає в Колумбії і Еквадорі.

## Опис
Довжина самців (без врахування хоста) становить 72 мм. Верхня частина тіла оливкова або світло-зелена, посередині спини і вздовж боків ідуть смуги. Нижня частина тіла кремова або яскраво-жовта, у самців іноді поцяткована сіро-коричневими плямками.

## Поширення й екологія
Ангільяські аноліси мешкають на островах Ангілья, Сен-Мартен і Сен-Бартелемі, а також на сусідніх острівцях, таких як Сомбреро. Вони живуть у сухих тропічних лісах і чагарникових заростях, трапляються в садах. Живляться комахами, павуками та дрібними ящірками.